# Romeo Castelen
Romeo Erwin Maurits Castelen (* 3. května 1983, Paramaribo, Surinam) je nizozemský fotbalový záložník a bývalý reprezentant, od léta 2016 bez angažmá.
Mimo Nizozemsko působil na klubové úrovni v Německu, Rusku a Austrálii.

## Reprezentační kariéra
Romeo Castelen byl členem nizozemských mládežnických výběrů. Zúčastnil se Mistrovství Evropy hráčů do 21 let 2006 v Portugalsku, kde mladí Nizozemci vybojovali svůj první titul v této věkové kategorii, když porazili ve finále Ukrajinu 3:0. Na turnaji odehrál čtyři zápasy.
V nizozemském reprezentačním A-mužstvu debutoval ve Stockholmu pod trenérem Marco van Bastenem v přátelském zápase proti Švédsku 18. srpna 2004 (remíza 2:2). Nastoupil v základní sestavě a hrál do 76. minuty.
Gól Romeo Castelena za A-tým Nizozemska
| Gól | Datum       | Stadion                                | Soupeř  | Skóre | Výsledek | Soutěž                 |
| --- | ----------- | -------------------------------------- | ------- | ----- | -------- | ---------------------- |
| 010 | 30. 3. 2005 | Philips Stadion, Eindhoven, Nizozemsko | Arménie | 1:0   | 2:0      | Kvalifikace na MS 2006 |